# Felipe Caronti
Felipe Caronti (Como, Lombardía, 1813 - Bahía Blanca, Buenos Aires, 1883) fue un luchador contra la dominación austríaca en Italia, que tuvo que exiliarse en Argentina, quien luego de luchar bajo las órdenes de Silvino Olivieri en la Legión Agrícola Militar, debido a su asesinato se radicó en Bahía Blanca, donde gracias a sus conocimientos de ingeniería pudo construir edificaciones básicas para el engrandecimiento de esa ciudad.

## Biografía
Felipe Caronti, sin concluir sus estudios de ingeniero, se embarcó tempranamente en las luchas republicanas por la liberación de la dominación austríaca y unidad de Italia. Fue condenado a muerte por su participación en las luchas lombardas de 1848, aunque logró huir, arribando al Río de la Plata junto a Olivieri en su segundo retorno (1855). 
Se incorporó con el grado de Capitán Administrativo a la “Legión Agrícola Militar”, permaneciendo en Buenos Aires con el mandato de reclutar nuevos enrolados para la colonia Nueva Roma. 
Luego del asesinato de Silvino Olivieri, su gran amigo personal, no quiso aceptar el mando de la legión, instalándose en Bahía Blanca donde asumió la Comisaría de Guerra, haciendo fabricar municiones de artillería y atendiendo la reparación de las armas de la tropa. 
Gracias a sus conocimientos en ingeniería, levantó el primer muelle y un puente sobre el arroyo Napostá; las primeras escuelas mixtas, la primera iglesia y el cementerio; un camino al puerto; estudió el trazado de un ferrocarril, e instaló el polígono de tiro de Bahía Blanca. [cita requerida]
Por sus observaciones meteorológicas fue uno de los precursores de la Meteorología argentina. 
Fue uno de los fundadores de la Biblioteca Bernardino Rivadavia y de la Sociedad Italiana de Socorros Mutuos, de Bahía Blanca.[cita requerida]
Falleció en esa ciudad en 1883.